# 歐華恩
歐華恩（英語：Ryan Atwood）是一名虛構人物，在美國FOX電視肥皂劇《橘郡风云》裡當主角。角色是由美國演員本傑明·麥根斯（Benjamin McKenzie）飾演。

## 家庭
與其它角色一樣，歐華恩的家庭（不論是他的親家庭還是他繼父母的家庭）是非常複雜的。他的親母歐黛 (Dawn Atwood) 有酗酒問題，而他的親父歐法蘭(Frank Atwood) 在歐華恩年幼時離家，直到第四季才與歐華恩相認。歐華恩的大哥歐程 (Trey Atwood)是盜賊一名。歐黛在第一季時把歐華恩交給為歐華恩辯護的高誠 (Sandy Cohen)律師一家照顧。高誠和他妻子高姬絲 (Kirsten Cohen)成為了歐華恩的繼父母。高誠的兒子高申 (Seth Cohen)也成為了歐華恩的繼弟。
其後，歐華恩的女朋友顧瑪莎 (Marissa Cooper)的母親顧茱莉 (Julie Cooper)改嫁高姬絲的父親李奇立 (Caleb Nichol)。此舉令到顧茱莉從一個與歐華恩沒有任何關係的人變成歐華恩的繼祖母。顧瑪莎也變成歐華恩的繼表妹。
其後在第三季，歐華恩的新女朋友靈思 (Lindsay Gardner) 被發現是李奇立的私生女。靈思也變成了歐華恩的繼姨，令到他們倆的感情受到考驗。

## 注
1. ↑  顧瑪莎的媽媽顧茱莉在第一季與李奇立結婚，令到她與歐華恩的關係變成偽亂倫關係。
2. ↑  靈思後來被發現是李奇立的私生女，令到她與歐華恩的關係變成偽亂倫關係
3. ↑  暫譯名稱。第四季尚未於香港播放。